# Manuel Friedrich
Manuel Friedrich (ur. 13 września 1979 w Bad Kreuznach), piłkarz niemiecki grający na pozycji środkowego obrońcy.
Gra w klubie Mumbai City FC

## Kariera klubowa
Friedrich jest wychowankiem małego klubu SG Guldental 07. Po grze w juniorach tego zespołu w 1995 roku przeniósł się do 1. FSV Mainz 05, grającego wówczas w drugiej lidze niemieckiej. W 1999 roku podpisał z tym klubem profesjonalny kontrakt i został włączony do kadry pierwszej drużyny. W barwach Mainz Friedrich zadebiutował 26 lutego w wygranym 1:0 meczu z Energie Cottbus. W pierwszym swoim sezonie rozegrał jednak tylko 5 meczów, ale już w kolejnym, czyli 2000/2001 zaczął grać regularnie w wyjściowej jedenastce i do końca sezonu 2001/2002 rozegrał dla FSV 58 meczów i strzelił 8 goli (wszystkie w sezonie 2001/2002).
Latem 2002 Friedrich przeszedł do Werderu Brema za 2,5 miliona euro. Pobyt w Bremie był jednak wyjątkowo nieudany. Przez półtora roku Manuel rozegrał zaledwie 1 ligowy mecz (23 sierpnia 2003 Werder – FC Schalke 04 4:1) i większość czasu spędził w rezerwach grających w Regionallidze Północnej.
W styczniu 2004 Friedrich powrócił do Moguncji i do końca sezonu rozegrał 17 meczów i strzelił 4 gole przyczyniając się do awansu zespołu do pierwszej ligi. W Bundeslidze Manuel szybko stał się jednym z najbardziej utalentowanych obrońców. W sezonie 2004/2005 rozegrał 33 mecze i zdobył 1 gola (w wygranym 5:0 meczu z SC Freiburg) pomagając zespołowi w zajęciu wysokiego jak na beniaminka 11. miejsca w lidze. W sezonie 2005/2006 swoimi 3 bramkami ponownie pomógł klubowi w uniknięciu degradacji i FSV ponownie zajęło 11. pozycję w lidze. Wystąpił także w Pucharze UEFA. Dużo gorszy był następny sezon (2006/2007), gdyż Mainz kończąc sezon na 16. pozycji zostało zdegradowane do drugiej ligi.
Latem 2007 Friedrich podpisał kontrakt z Bayerem 04 Leverkusen, który zapłacił za niego sumę 2,5 miliona euro. W jego barwach zadebiutował 4 sierpnia 2007 w przegranym przez jego zespół 0-1 meczu Pucharu Niemiec z FC St. Pauli. Na koniec pierwszego sezonu w Bayerze, zajął z nim siódme miejsce w lidze. Z powodu kontuzji Nevena Suboticia 20 listopada 2013 roku podpisał kontrakt z Borussią Dortmund do końca sezonu. Zadebiutował 23 listopada w przegranym 0:3 meczu ligowym przeciwko Bayernowi Monachium.
| Sezon   | Klub                  | Kraj                  | Rozgrywki             | Mecze | Bramki |
| ------- | --------------------- | --------------------- | --------------------- | ----- | ------ |
| 1999/00 | 1. FSV Mainz 05       | Niemcy                | 2. Fußball-Bundesliga | 14    | 1      |
| 2000/01 | 1. FSV Mainz 05       | Niemcy                | 2. Fußball-Bundesliga | 28    | 0      |
| 2001/02 | 1. FSV Mainz 05       | Niemcy                | 2. Fußball-Bundesliga | 31    | 8      |
| 2002/03 | Werder Brema          | Niemcy                | Bundesliga            | 0     | 0      |
| 2003/04 | Werder Brema          | Niemcy                | Bundesliga            | 1     | 0      |
| 2003/04 | Werder Brema amatorzy | Niemcy                | Regionalliga          | 13    | 2      |
| 2003/04 | 1. FSV Mainz 05       | Niemcy                | 2. Fußball-Bundesliga | 17    | 4      |
| 2004/05 | 1. FSV Mainz 05       | Niemcy                | Bundesliga            | 33    | 1      |
| 2005/06 | 1. FSV Mainz 05       | Niemcy                | Bundesliga            | 34    | 3      |
| 2006/07 | 1. FSV Mainz 05       | Niemcy                | Bundesliga            | 32    | 0      |
| 2007/08 | Bayer 04 Leverkusen   | Niemcy                | Bundesliga            | 32    | 4      |
| 2008/09 | Bayer 04 Leverkusen   | Niemcy                | Bundesliga            | 30    | 3      |
| 2009/10 | Bayer 04 Leverkusen   | Niemcy                | Bundesliga            | 31    | 3      |
| 2010/11 | Bayer 04 Leverkusen   | Niemcy                | Bundesliga            | 19    | 0      |
| 2013/14 | Borussia Dortmund     | Niemcy                | Bundesliga            | 5     | 1      |
|         |                       | Łącznie w Bundeslidze | 212                   | 14    |        |

## Kariera reprezentacyjna
Dobra gra w Mainz spowodowała, że w marcu 2006 selekcjoner reprezentacji Niemiec, Jürgen Klinsmann powołał Friedricha na towarzyski mecz z USA. Manuel nie wystąpił w tym spotkaniu i nie trafił do kadry na Mistrzostwa Świata 2006, a w kadrze zadebiutował dopiero 16 sierpnia w towarzyskim meczu ze Szwecją, wygranym 3:0. Stał się też jednym z obrońców kadry walczącej o udział w Euro 2008, a w meczu z San Marino (13:0) zdobył głową gola.